# 1587
Portal Geschichte | Portal Biografien | Aktuelle Ereignisse | Jahreskalender | Tagesartikel

◄ |
15. Jahrhundert |
16. Jahrhundert
| 17. Jahrhundert | ►

◄ |
1550er |
1560er |
1570er |
1580er
| 1590er | 1600er | 1610er | ►

◄◄ |
◄ |
1583 |
1584 |
1585 |
1586 |
1587
| 1588 | 1589 | 1590 | 1591 | ► | ►►
Staatsoberhäupter  · Nekrolog   · Musikjahr
| Januar | Januar | Januar | Januar | Januar | Januar | Januar | Januar |
| Kw     | Mo     | Di     | Mi     | Do     | Fr     | Sa     | So     |
| ------ | ------ | ------ | ------ | ------ | ------ | ------ | ------ |
| 1      |        |        |        | 1      | 2      | 3      | 4      |
| 2      | 5      | 6      | 7      | 8      | 9      | 10     | 11     |
| 3      | 12     | 13     | 14     | 15     | 16     | 17     | 18     |
| 4      | 19     | 20     | 21     | 22     | 23     | 24     | 25     |
| 5      | 26     | 27     | 28     | 29     | 30     | 31     |        |

| Februar | Februar | Februar | Februar | Februar | Februar | Februar | Februar |
| Kw      | Mo      | Di      | Mi      | Do      | Fr      | Sa      | So      |
| ------- | ------- | ------- | ------- | ------- | ------- | ------- | ------- |
| 5       |         |         |         |         |         |         | 1       |
| 6       | 2       | 3       | 4       | 5       | 6       | 7       | 8       |
| 7       | 9       | 10      | 11      | 12      | 13      | 14      | 15      |
| 8       | 16      | 17      | 18      | 19      | 20      | 21      | 22      |
| 9       | 23      | 24      | 25      | 26      | 27      | 28      |         |

| März | März | März | März | März | März | März | März |
| Kw   | Mo   | Di   | Mi   | Do   | Fr   | Sa   | So   |
| ---- | ---- | ---- | ---- | ---- | ---- | ---- | ---- |
| 9    |      |      |      |      |      |      | 1    |
| 10   | 2    | 3    | 4    | 5    | 6    | 7    | 8    |
| 11   | 9    | 10   | 11   | 12   | 13   | 14   | 15   |
| 12   | 16   | 17   | 18   | 19   | 20   | 21   | 22   |
| 13   | 23   | 24   | 25   | 26   | 27   | 28   | 29   |
| 14   | 30   | 31   |      |      |      |      |      |

| April | April | April | April | April | April | April | April |
| Kw    | Mo    | Di    | Mi    | Do    | Fr    | Sa    | So    |
| ----- | ----- | ----- | ----- | ----- | ----- | ----- | ----- |
| 14    |       |       | 1     | 2     | 3     | 4     | 5     |
| 15    | 6     | 7     | 8     | 9     | 10    | 11    | 12    |
| 16    | 13    | 14    | 15    | 16    | 17    | 18    | 19    |
| 17    | 20    | 21    | 22    | 23    | 24    | 25    | 26    |
| 18    | 27    | 28    | 29    | 30    |       |       |       |

| Mai | Mai | Mai | Mai | Mai | Mai | Mai | Mai |
| Kw  | Mo  | Di  | Mi  | Do  | Fr  | Sa  | So  |
| --- | --- | --- | --- | --- | --- | --- | --- |
| 18  |     |     |     |     | 1   | 2   | 3   |
| 19  | 4   | 5   | 6   | 7   | 8   | 9   | 10  |
| 20  | 11  | 12  | 13  | 14  | 15  | 16  | 17  |
| 21  | 18  | 19  | 20  | 21  | 22  | 23  | 24  |
| 22  | 25  | 26  | 27  | 28  | 29  | 30  | 31  |

| Juni | Juni | Juni | Juni | Juni | Juni | Juni | Juni |
| Kw   | Mo   | Di   | Mi   | Do   | Fr   | Sa   | So   |
| ---- | ---- | ---- | ---- | ---- | ---- | ---- | ---- |
| 23   | 1    | 2    | 3    | 4    | 5    | 6    | 7    |
| 24   | 8    | 9    | 10   | 11   | 12   | 13   | 14   |
| 25   | 15   | 16   | 17   | 18   | 19   | 20   | 21   |
| 26   | 22   | 23   | 24   | 25   | 26   | 27   | 28   |
| 27   | 29   | 30   |      |      |      |      |      |

| Juli | Juli | Juli | Juli | Juli | Juli | Juli | Juli |
| Kw   | Mo   | Di   | Mi   | Do   | Fr   | Sa   | So   |
| ---- | ---- | ---- | ---- | ---- | ---- | ---- | ---- |
| 27   |      |      | 1    | 2    | 3    | 4    | 5    |
| 28   | 6    | 7    | 8    | 9    | 10   | 11   | 12   |
| 29   | 13   | 14   | 15   | 16   | 17   | 18   | 19   |
| 30   | 20   | 21   | 22   | 23   | 24   | 25   | 26   |
| 31   | 27   | 28   | 29   | 30   | 31   |      |      |

| August | August | August | August | August | August | August | August |
| Kw     | Mo     | Di     | Mi     | Do     | Fr     | Sa     | So     |
| ------ | ------ | ------ | ------ | ------ | ------ | ------ | ------ |
| 31     |        |        |        |        |        | 1      | 2      |
| 32     | 3      | 4      | 5      | 6      | 7      | 8      | 9      |
| 33     | 10     | 11     | 12     | 13     | 14     | 15     | 16     |
| 34     | 17     | 18     | 19     | 20     | 21     | 22     | 23     |
| 35     | 24     | 25     | 26     | 27     | 28     | 29     | 30     |
| 36     | 31     |        |        |        |        |        |        |

| September | September | September | September | September | September | September | September |
| Kw        | Mo        | Di        | Mi        | Do        | Fr        | Sa        | So        |
| --------- | --------- | --------- | --------- | --------- | --------- | --------- | --------- |
| 36        |           | 1         | 2         | 3         | 4         | 5         | 6         |
| 37        | 7         | 8         | 9         | 10        | 11        | 12        | 13        |
| 38        | 14        | 15        | 16        | 17        | 18        | 19        | 20        |
| 39        | 21        | 22        | 23        | 24        | 25        | 26        | 27        |
| 40        | 28        | 29        | 30        |           |           |           |           |

| Oktober | Oktober | Oktober | Oktober | Oktober | Oktober | Oktober | Oktober |
| Kw      | Mo      | Di      | Mi      | Do      | Fr      | Sa      | So      |
| ------- | ------- | ------- | ------- | ------- | ------- | ------- | ------- |
| 40      |         |         |         | 1       | 2       | 3       | 4       |
| 41      | 5       | 6       | 7       | 8       | 9       | 10      | 11      |
| 42      | 12      | 13      | 14      | 15      | 16      | 17      | 18      |
| 43      | 19      | 20      | 21      | 22      | 23      | 24      | 25      |
| 44      | 26      | 27      | 28      | 29      | 30      | 31      |         |

| November | November | November | November | November | November | November | November |
| Kw       | Mo       | Di       | Mi       | Do       | Fr       | Sa       | So       |
| -------- | -------- | -------- | -------- | -------- | -------- | -------- | -------- |
| 44       |          |          |          |          |          |          | 1        |
| 45       | 2        | 3        | 4        | 5        | 6        | 7        | 8        |
| 46       | 9        | 10       | 11       | 12       | 13       | 14       | 15       |
| 47       | 16       | 17       | 18       | 19       | 20       | 21       | 22       |
| 48       | 23       | 24       | 25       | 26       | 27       | 28       | 29       |
| 49       | 30       |          |          |          |          |          |          |

| Dezember | Dezember | Dezember | Dezember | Dezember | Dezember | Dezember | Dezember |
| Kw       | Mo       | Di       | Mi       | Do       | Fr       | Sa       | So       |
| -------- | -------- | -------- | -------- | -------- | -------- | -------- | -------- |
| 49       |          | 1        | 2        | 3        | 4        | 5        | 6        |
| 50       | 7        | 8        | 9        | 10       | 11       | 12       | 13       |
| 51       | 14       | 15       | 16       | 17       | 18       | 19       | 20       |
| 52       | 21       | 22       | 23       | 24       | 25       | 26       | 27       |
| 53       | 28       | 29       | 30       | 31       |          |          |          |

| Januar | Januar | Januar | Januar | Januar | Januar | Januar | Januar |
| Kw     | Mo     | Di     | Mi     | Do     | Fr     | Sa     | So     |
| ------ | ------ | ------ | ------ | ------ | ------ | ------ | ------ |
| 1      |        |        |        | 1      | 2      | 3      | 4      |
| 2      | 5      | 6      | 7      | 8      | 9      | 10     | 11     |
| 3      | 12     | 13     | 14     | 15     | 16     | 17     | 18     |
| 4      | 19     | 20     | 21     | 22     | 23     | 24     | 25     |
| 5      | 26     | 27     | 28     | 29     | 30     | 31     |        |

| Februar | Februar | Februar | Februar | Februar | Februar | Februar | Februar |
| Kw      | Mo      | Di      | Mi      | Do      | Fr      | Sa      | So      |
| ------- | ------- | ------- | ------- | ------- | ------- | ------- | ------- |
| 5       |         |         |         |         |         |         | 1       |
| 6       | 2       | 3       | 4       | 5       | 6       | 7       | 8       |
| 7       | 9       | 10      | 11      | 12      | 13      | 14      | 15      |
| 8       | 16      | 17      | 18      | 19      | 20      | 21      | 22      |
| 9       | 23      | 24      | 25      | 26      | 27      | 28      |         |

| März | März | März | März | März | März | März | März |
| Kw   | Mo   | Di   | Mi   | Do   | Fr   | Sa   | So   |
| ---- | ---- | ---- | ---- | ---- | ---- | ---- | ---- |
| 9    |      |      |      |      |      |      | 1    |
| 10   | 2    | 3    | 4    | 5    | 6    | 7    | 8    |
| 11   | 9    | 10   | 11   | 12   | 13   | 14   | 15   |
| 12   | 16   | 17   | 18   | 19   | 20   | 21   | 22   |
| 13   | 23   | 24   | 25   | 26   | 27   | 28   | 29   |
| 14   | 30   | 31   |      |      |      |      |      |

| April | April | April | April | April | April | April | April |
| Kw    | Mo    | Di    | Mi    | Do    | Fr    | Sa    | So    |
| ----- | ----- | ----- | ----- | ----- | ----- | ----- | ----- |
| 14    |       |       | 1     | 2     | 3     | 4     | 5     |
| 15    | 6     | 7     | 8     | 9     | 10    | 11    | 12    |
| 16    | 13    | 14    | 15    | 16    | 17    | 18    | 19    |
| 17    | 20    | 21    | 22    | 23    | 24    | 25    | 26    |
| 18    | 27    | 28    | 29    | 30    |       |       |       |

| Mai | Mai | Mai | Mai | Mai | Mai | Mai | Mai |
| Kw  | Mo  | Di  | Mi  | Do  | Fr  | Sa  | So  |
| --- | --- | --- | --- | --- | --- | --- | --- |
| 18  |     |     |     |     | 1   | 2   | 3   |
| 19  | 4   | 5   | 6   | 7   | 8   | 9   | 10  |
| 20  | 11  | 12  | 13  | 14  | 15  | 16  | 17  |
| 21  | 18  | 19  | 20  | 21  | 22  | 23  | 24  |
| 22  | 25  | 26  | 27  | 28  | 29  | 30  | 31  |

| Juni | Juni | Juni | Juni | Juni | Juni | Juni | Juni |
| Kw   | Mo   | Di   | Mi   | Do   | Fr   | Sa   | So   |
| ---- | ---- | ---- | ---- | ---- | ---- | ---- | ---- |
| 23   | 1    | 2    | 3    | 4    | 5    | 6    | 7    |
| 24   | 8    | 9    | 10   | 11   | 12   | 13   | 14   |
| 25   | 15   | 16   | 17   | 18   | 19   | 20   | 21   |
| 26   | 22   | 23   | 24   | 25   | 26   | 27   | 28   |
| 27   | 29   | 30   |      |      |      |      |      |

| Juli | Juli | Juli | Juli | Juli | Juli | Juli | Juli |
| Kw   | Mo   | Di   | Mi   | Do   | Fr   | Sa   | So   |
| ---- | ---- | ---- | ---- | ---- | ---- | ---- | ---- |
| 27   |      |      | 1    | 2    | 3    | 4    | 5    |
| 28   | 6    | 7    | 8    | 9    | 10   | 11   | 12   |
| 29   | 13   | 14   | 15   | 16   | 17   | 18   | 19   |
| 30   | 20   | 21   | 22   | 23   | 24   | 25   | 26   |
| 31   | 27   | 28   | 29   | 30   | 31   |      |      |

| August | August | August | August | August | August | August | August |
| Kw     | Mo     | Di     | Mi     | Do     | Fr     | Sa     | So     |
| ------ | ------ | ------ | ------ | ------ | ------ | ------ | ------ |
| 31     |        |        |        |        |        | 1      | 2      |
| 32     | 3      | 4      | 5      | 6      | 7      | 8      | 9      |
| 33     | 10     | 11     | 12     | 13     | 14     | 15     | 16     |
| 34     | 17     | 18     | 19     | 20     | 21     | 22     | 23     |
| 35     | 24     | 25     | 26     | 27     | 28     | 29     | 30     |
| 36     | 31     |        |        |        |        |        |        |

| September | September | September | September | September | September | September | September |
| Kw        | Mo        | Di        | Mi        | Do        | Fr        | Sa        | So        |
| --------- | --------- | --------- | --------- | --------- | --------- | --------- | --------- |
| 36        |           | 1         | 2         | 3         | 4         | 5         | 6         |
| 37        | 7         | 8         | 9         | 10        | 11        | 12        | 13        |
| 38        | 14        | 15        | 16        | 17        | 18        | 19        | 20        |
| 39        | 21        | 22        | 23        | 24        | 25        | 26        | 27        |
| 40        | 28        | 29        | 30        |           |           |           |           |

| Oktober | Oktober | Oktober | Oktober | Oktober | Oktober | Oktober | Oktober |
| Kw      | Mo      | Di      | Mi      | Do      | Fr      | Sa      | So      |
| ------- | ------- | ------- | ------- | ------- | ------- | ------- | ------- |
| 40      |         |         |         | 1       | 2       | 3       | 4       |
| 41      | 5       | 6       | 7       | 8       | 9       | 10      | 11      |
| 42      | 12      | 13      | 14      | 15      | 16      | 17      | 18      |
| 43      | 19      | 20      | 21      | 22      | 23      | 24      | 25      |
| 44      | 26      | 27      | 28      | 29      | 30      | 31      |         |

| November | November | November | November | November | November | November | November |
| Kw       | Mo       | Di       | Mi       | Do       | Fr       | Sa       | So       |
| -------- | -------- | -------- | -------- | -------- | -------- | -------- | -------- |
| 44       |          |          |          |          |          |          | 1        |
| 45       | 2        | 3        | 4        | 5        | 6        | 7        | 8        |
| 46       | 9        | 10       | 11       | 12       | 13       | 14       | 15       |
| 47       | 16       | 17       | 18       | 19       | 20       | 21       | 22       |
| 48       | 23       | 24       | 25       | 26       | 27       | 28       | 29       |
| 49       | 30       |          |          |          |          |          |          |

| Dezember | Dezember | Dezember | Dezember | Dezember | Dezember | Dezember | Dezember |
| Kw       | Mo       | Di       | Mi       | Do       | Fr       | Sa       | So       |
| -------- | -------- | -------- | -------- | -------- | -------- | -------- | -------- |
| 49       |          | 1        | 2        | 3        | 4        | 5        | 6        |
| 50       | 7        | 8        | 9        | 10       | 11       | 12       | 13       |
| 51       | 14       | 15       | 16       | 17       | 18       | 19       | 20       |
| 52       | 21       | 22       | 23       | 24       | 25       | 26       | 27       |
| 53       | 28       | 29       | 30       | 31       |          |          |          |

## Ereignisse

### Politik und Weltgeschehen

#### England / Spanien

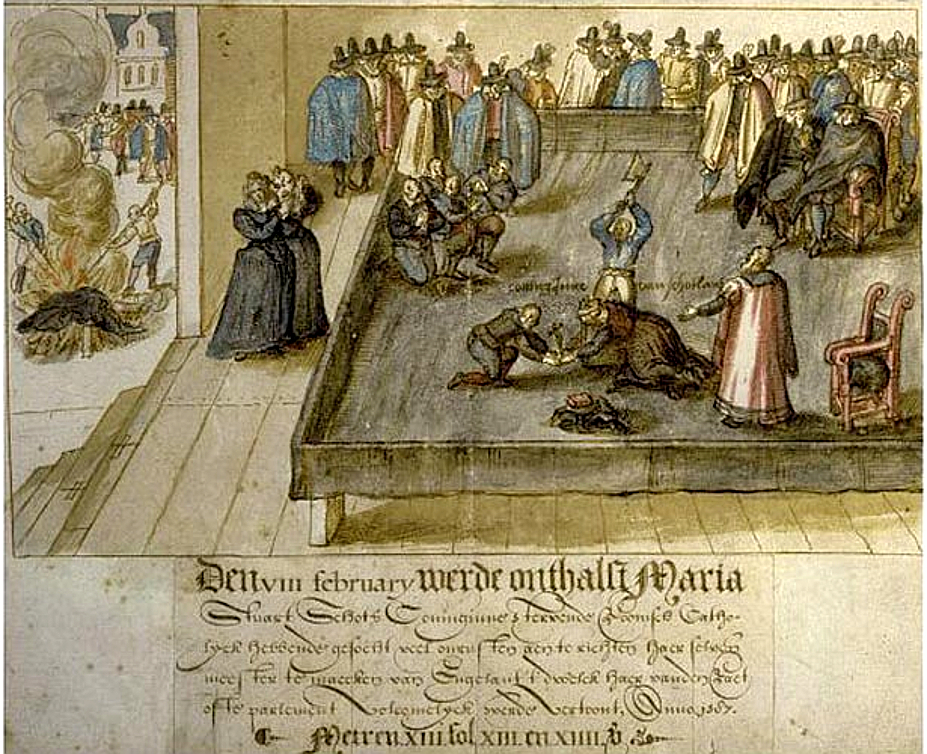
Die Hinrichtung Maria Stuarts

- 18. Februar: Die wegen ihrer Verwicklung in die Babington-Verschwörung des Jahres 1586 verurteilte schottische Königin Maria Stuart wird in der Großen Halle von Fotheringhay Castle hingerichtet. Stuart war davor insgesamt 19 Jahre in Gefangenschaft. Sie wird am 31. Juli in der Kathedrale von Peterborough beerdigt.
- 19. April: Sir Francis Drake versengt den Bart des spanischen Königs Philipp II. Er läuft mit seiner Flotte direkt in die Hafenbucht von Cádiz und versenkt und beschädigt viele Schiffe der Spanischen Armada, die den Angriff auf England vorbereitet. Deren Auslaufen verzögert sich so um mehrere Monate.
- Francis Drake erobert Sagres und zerstört das Fortaleza de Beliche.

#### Russland
- Die Stadt Tobolsk in Sibirien wird als Ostrog gegründet.

#### Weitere Ereignisse in Europa
- 12. Mai: Der Goldene Bund der 12 katholischen Orte der Alten Eidgenossenschaft schließt eine Allianz mit Spanien.
- 30. Juni bis 19. August: Sigismund III. Wasa, ein Sohn des schwedischen Königs Johann III., wird in einer Freien Wahl zum polnischen König gewählt und wird damit zugleich Großfürst von Litauen. Er begründet die rund 80 Jahre andauernde Herrschaft des Hauses Wasa über Polen. Stanisław Karnkowski, der den neuen König unterstützt hat, legt sein Amt als Interrex nieder.

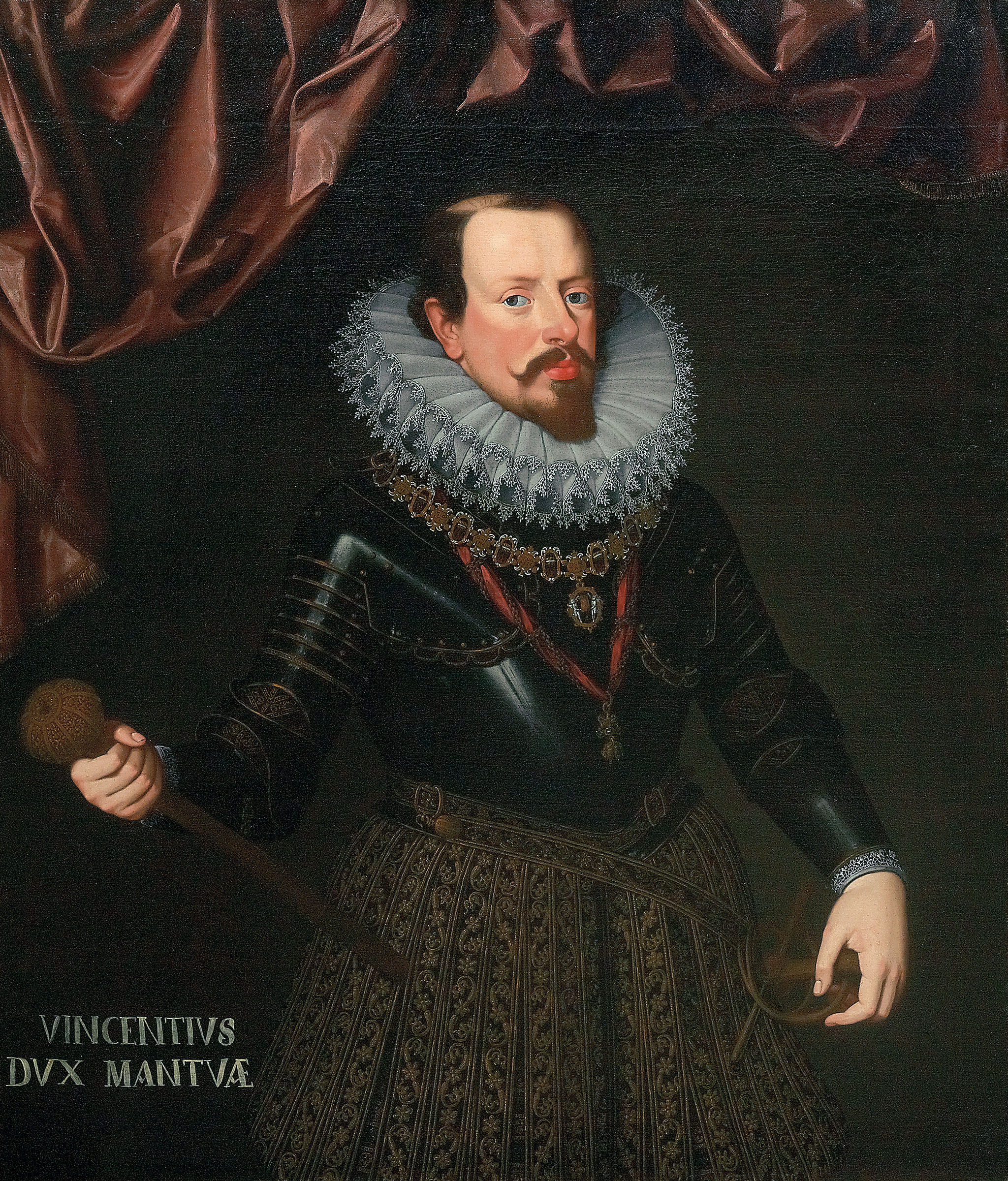
Vincenzo I. Gonzaga

- 14. August: Nach dem Tod von Guglielmo Gonzaga wird sein Sohn Vincenzo I. Gonzaga Herzog von Mantua und Montferrat. Unter seiner Regentschaft wird Mantua ein Zentrum der Kunst in Italien.
- 20. Oktober: In der Schlacht von Coutras im Achten Hugenottenkrieg in Frankreich besiegen die Hugenotten unter Heinrich von Navarra ein Heer der katholischen Liga unter Anne de Joyeuse, der in der Schlacht fällt.
- 23. Dezember: Im Truchsessischen Krieg wird Bonn von niederländischen Truppen erobert und zerstört.

#### Amerika
- 22. Juli: Eine Gruppe unter der Führung von John White versucht im Auftrag von Walter Raleigh zum zweiten Mal, auf Roanoke Island eine Kolonie zu gründen; die Kolonisten verschwinden 1590 spurlos.

#### Asien
- Januar bis Mai: Im Siamesisch-Birmanischen Krieg 1584–1592 belagern und bombardieren die angreifenden Truppen von Birma die Stadt Ayutthaya.
- Der Siamesisch-Kambodschanische Krieg 1587 zwischen dem siamesischen Königreich Ayutthaya und dem Reich von Kambodscha, der sich aus einem Gegenschlag der Siamesen unter Prinz Naret nach militärischer Unterstützung Kambodschas für Birma im Siamesisch-Birmanischen Krieg 1584–1592 entwickelt hat, endet ohne eindeutigen Sieger.

### Wissenschaft und Technik
- 31. Oktober: Die Universitätsbibliothek Leiden wird der Universität Leiden in voll funktionsfähigem Zustand übergeben. Das erste Buch der Bibliothek ist eine Polyglottbibel, ein Geschenk von Wilhelm I. von Oranien.
- Galileo Galilei erfindet die hydrostatische Waage.

### Kultur
- 1. September: Torquato Tasso vollendet in Mantua die Tragödie Il Re Torrismondo und widmet sie Herzog Vincenzo I. Gonzaga.
- Daniel Rumpius veröffentlicht das Weihnachtslied Der Morgenstern ist aufgedrungen.
- In Borlinghausen wird das Wasserschloss der Herren von Spiegel zum Desenberg fertiggestellt.

### Gesellschaft
- Am 18. August kommt Virginia Dare als erstes europäisches Kind auf dem Boden der heutigen USA auf die Welt.

### Religion
- 27. Juni: Papst Sixtus V. untersagt in seinem Breve Cum frequenter Kastraten die Ehe.

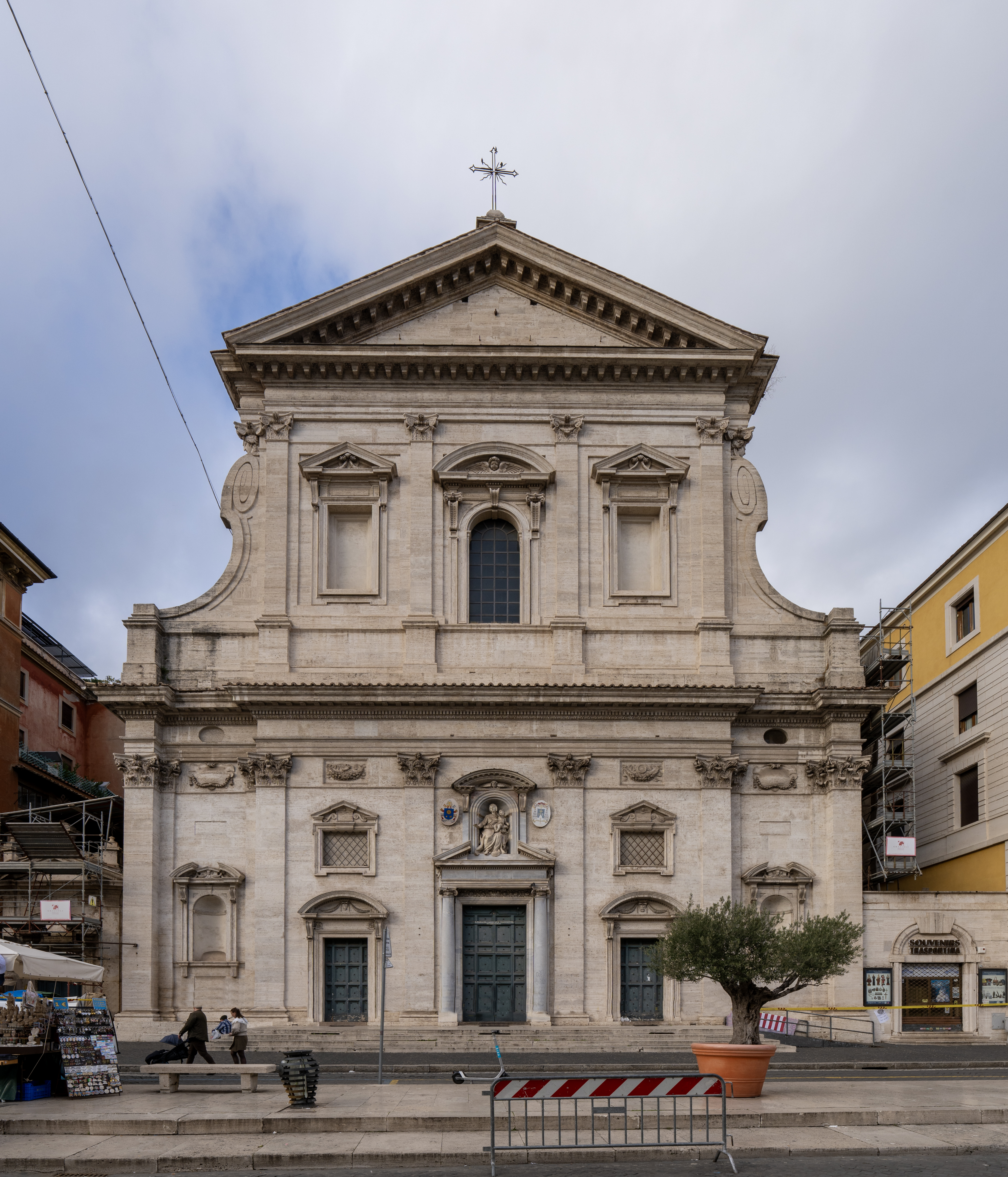
Die 1587 fertiggestellte Fassade von Ottaviano Mascherino und Giovanni Peruzzi

- In Rom wird die Kirche Santa Maria in Traspontina geweiht, obwohl große Teile noch nicht fertiggestellt sind. Die Kirche wird erst 1668 vollendet werden.
- Die Basilika des Klosters Arkadi auf Kreta wird errichtet.
- Kelso Abbey wird im Zuge der Reformation in England endgültig aufgegeben.

### Natur und Umwelt
- 2. Juli: Über Augsburg bildet sich eine Windhose. Hans Schultes der Jüngere verewigt das ungewöhnliche Ereignis auf einer Flugschrift und bringt damit die älteste bekannte Darstellung eines Tornados heraus.

## Historische Karten und Ansichten

Weltkarte 1587, Rumold Mercator

## Geboren

### Erstes Halbjahr
- 04. Januar: Nikolaus von Wolkenstein, Bischof von Chiemsee († 1624)
- 06. Januar: Gaspar de Guzmán, Conde de Olivares, spanischer Politiker († 1645)
- 08. Januar: Jan Pieterszoon Coen, Generalgouverneur der niederländischen Ostindien-Kompanie (VOC) in Südostasien († 1629)
- 08. Januar: Johann Fabricius, deutscher Mediziner und Astronom († um 1616)
- 03. Februar: Dorothea Hedwig von Braunschweig-Wolfenbüttel, Fürstin von Anhalt-Zerbst († 1609)
- 03. Februar: Balthasar Meisner, deutscher lutherischer Theologe und Ethiker († 1626)
- 05. Februar: Paul Röber, deutscher lutherischer Theologe († 1651)
- 24. Februar: Johann Bergius, deutscher reformierter Theologe († 1658)
- 24. Februar: Antoine de Boësset, französischer Komponist († 1643)
- 26. Februar: Stefano Landi, italienischer Sänger, Kapellmeister und Komponist († 1639)
- 05. März: Johan de Knuyt, Gesandter Zeelands bei den Westfälischen Friedensverhandlungen († 1654)
- 02. April: Virginia Centurione Bracelli, italienische Ordensgründerin und Mystikerin, katholische Heilige († 1651)
- 09. April: Theodor Varmeier, deutscher Jurist († 1642)
- 17. April: Ivan Lukačić, kroatischer Komponist († 1648)
- 26. April: Ferdinando Gonzaga, Herzog von Mantua und Montferrat († 1626)
- 29. April: Sophie von Sachsen, Herzogin von Pommern-Stettin († 1635)
- 30. April: Éléonore de Bourbon-Condé, Fürstin von Oranien († 1619)
- 04. Mai: Reinhard Bake, evangelischer Theologe und Pfarrer am Magdeburger Dom († 1657)
- 08. Mai: Viktor Amadeus I., Herzog von Savoyen († 1637)
- 02. Juni: Anders Christensen Arrebo, dänischer Geistlicher und Schriftsteller († 1637)
- 05. Juni: Robert Rich, 2. Earl of Warwick, englischer Kolonialverwalter, Admiral und Puritaner († 1658)
- 21. Juni: Kaspar von Barth, deutscher Philologe († 1658)
- 24. Juni: Hans van Steenwinckel der Jüngere, flämischer Baumeister und Bildhauer († 1639)
- 29. Juni: Hermann von Wrangel, schwedischer Feldmarschall und Gouverneur von Livland († 1643)

### Zweites Halbjahr
- 24. Juli: Johann Stucke, Kanzler der schwedischen Regierung für das Herzogtum Bremen-Verden († 1653)
- 16. August: Khusrau Mirza, ältester Sohn des Großmoguln Jahangir und Bruder von Shah Jahan († 1622)
- 28. August: Christian Wilhelm von Brandenburg, Administrator des Erzstifts Magdeburg († 1665)
- 03. September: Juliane von Nassau-Dillenburg, Landgräfin von Hessen-Kassel († 1643)
- 18. September: Francesca Caccini, italienische Sängerin und Komponistin († 1640)
- 04. Oktober: Raffaello Vanni, italienischer Maler († 1673)
- 07. Oktober: Maria Magdalena von Österreich, Großherzogin der Toskana († 1631)
- 18. Oktober: Philipp Karl von Arenberg, Fürst von Arenberg und Herzog von Aarschot († 1640)
- 21. Oktober: Petrus Wittfeld, deutscher Theologe, Katechetiker und Kirchenrechtler († 1657)
- 22. Oktober: Joachim Jungius, deutscher Mathematiker, Physiker und Philosoph († 1657)
- 04. November (getauft): Samuel Scheidt, deutscher Komponist, Organist und Hofkapellmeister († 1654)
- 17. November: Louis De Geer, niederländischer Kaufmann und Industrieller († 1652)
- 17. November: Joost van den Vondel, niederländischer Dichter und Dramatiker († 1679)
- 19. Dezember: Dorothea Sophie von Sachsen-Altenburg, 33. Äbtissin des Reichsstiftes von Quedlinburg († 1645)
- 30. Dezember: Gómez Suárez de Figueroa, 3. Herzog von Feria, spanischer Staatsmann und Feldherr († 1634)

### Genaues Geburtsdatum unbekannt
- Francis Kynaston, englischer Dichter und Höfling († 1642)
- Johannes Kornmann, deutscher Rechtswissenschaftler († 1656)
- Johann Breidenbach, deutscher Moralphilosoph und Rechtswissenschaftler († 1656)

### Geboren um 1587
- John Adson, englischer Komponist und Zinkenist († 1640)

## Gestorben

### Januar bis Mai
- 02. Januar: Andrzej Patrycy Nidecki, polnischer Humanist, Philologe, Verleger, königlicher Sekretär und Bischof (* 1522)
- 21. Januar: Juraj Drašković von Trakošćan, Kardinal und Ban von Kroatien (* 1515)
- 25. Januar: Georg von Kuenburg, Erzbischof von Salzburg (* 1530)
- 02. Februar: François de Beaumont, Baron des Adrets, französischer Hugenottenführer zur Zeit der Religionskriege (* 1513)
- 13. Februar: Dorothea von Sachsen, Herzogin zu Braunschweig und Lüneburg, Fürstin von Braunschweig-Wolfenbüttel (* 1563)

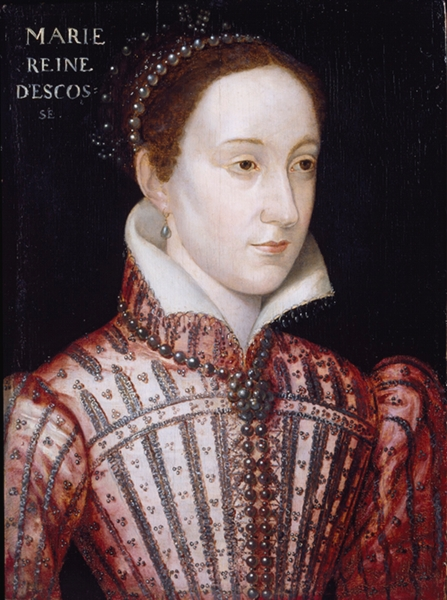
Maria Stuart

- 18. Februar: Maria Stuart, Königin von Schottland (* 1542)
- 22. Februar: Sophie von Brandenburg-Ansbach, Herzogin von Liegnitz (* 1535)

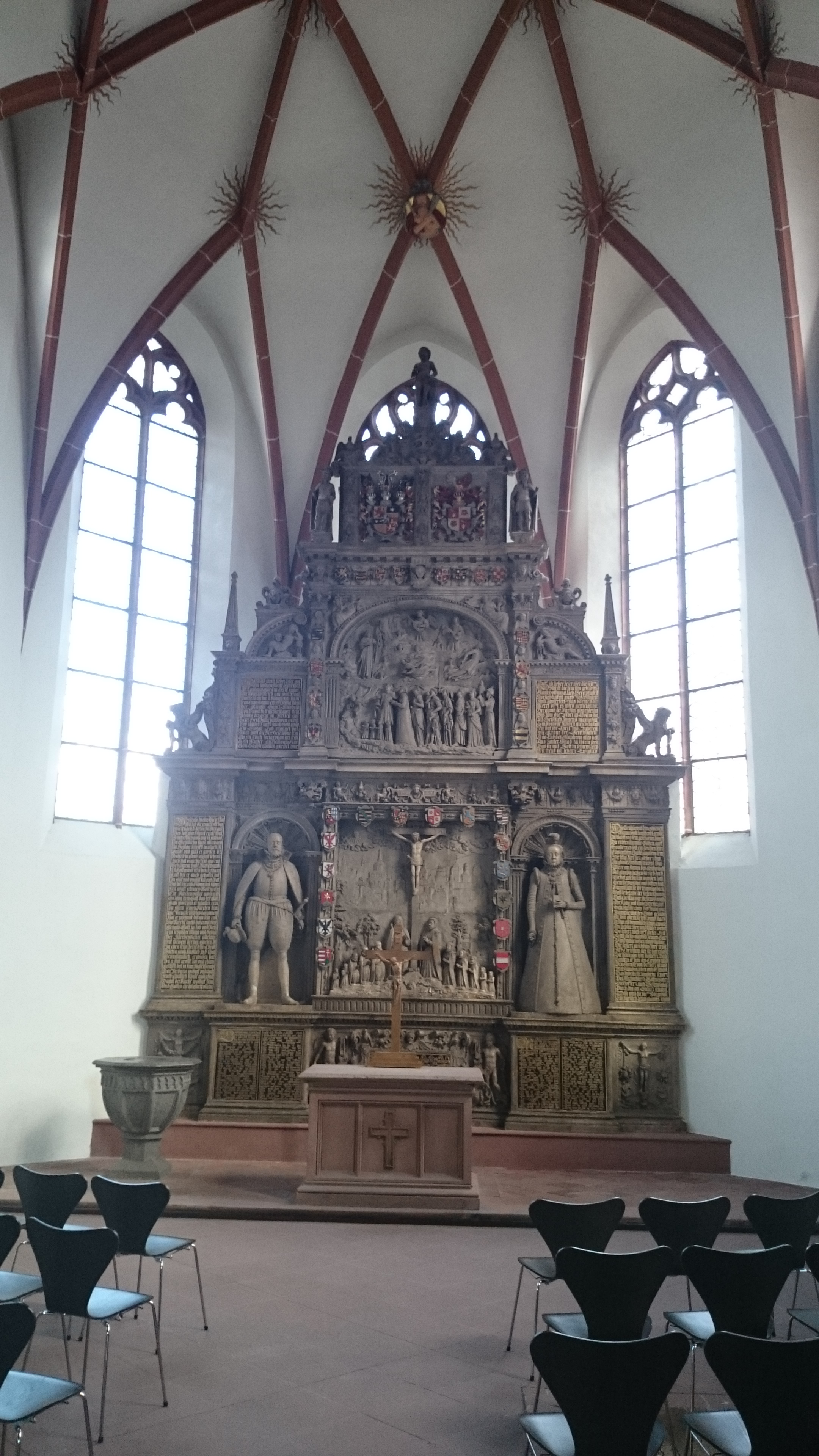
Epitaph Magdalenas in der Stadtkirche Darmstadt

- 26. Februar: Magdalena zur Lippe, Landgräfin von Hessen-Darmstadt (* 1552)
- 01. März: Jan Rubens, flämischer Rechtsgelehrter und Vater von Peter Paul Rubens (* 1530)
- 15. März: Caspar Olevian, deutscher reformierter Theologe (* 1536)
- 08. April: John Foxe, englischer Schriftsteller (* 1517)
- 10. April: Heinrich III., Herzog von Münsterberg und Bernstadt (* 1542)
- 16. April: Anne Seymour, Duchess of Somerset, englische Adelige und Literaturmäzenin (* um 1510)
- 22. April: Matthias Colerus, deutscher Rechtswissenschaftler (* um 1530)
- 23. April: Siegmund Vieheuser, Reichsvizekanzler des Heiligen Römischen Reiches (* um  1545)
- 25. April: Leonhart Zollikofer, Schweizer Kaufmann und Politiker in St. Gallen (* 1529)
- 10. Mai: Reinhard Scheffer der Ältere, deutscher Jurist und Staatsmann (* 1529)
- 14. Mai: Kaspar Schlumpf, Schweizer Kaufmann und Bürgermeister von St. Gallen (* 1510)
- 17. Mai: Gotthard Kettler, letzter Meister des Deutschen Ordens in Livland und erster Herzog von Kurland und Semgallen (* 1517)

### Juni bis Dezember
- 23. Juni: Ōmura Sumitada, japanischer Fürst (Daimyō) (* 1533)
- 01. Juli: Leonhard Badehorn, deutscher Jurist und Bürgermeister von Leipzig (* 1510)
- 06. Juli: Arnold Mercator, flämisch-deutscher Kartograph (* 1537)
- 31. Juli: Theobald Craschel, Weihbischof in Köln (* um 1511)
- 14. August: Guglielmo Gonzaga, Herzog von Mantua und Montferrat (* 1538)
- um 21. August: William Pole, englischer Politiker (* 1515)
- 02. September: Walpurga Hausmännin, bayrische Hebamme, Opfer der Dillinger Hexenprozesse (* 1510/27)
- 09. September: Georg von Khevenhüller, Landeshauptmann von Kärnten (* 1533)
- 14. September: Timotheus Kirchner, deutscher lutherischer Theologe (* 1533)
- 19. September: Wilhelm Hilden, deutscher Philosoph, Philologe, Mathematiker und Hochschullehrer (* 1551)
- 19. Oktober: Franz I., Großherzog der Toskana (* 1541)
- 20. Oktober: Bianca Cappello, italienische Mätresse und Renaissancefürstin (* 1548)
- 20. Oktober: Anne de Joyeuse, Admiral von Frankreich (* 1560)
- 21. Oktober: Johann Wigand, deutscher lutherischer Theologe und Reformator (* 1523)
- 27. Oktober: Michael Beuther, deutscher Historiker, Dichter, Jurist und Beamter (* 1522)
- 01. November: Alfonso d’Este di Montecchio, Markgraf von Montecchio (* 1527)

### Genaues Todesdatum unbekannt
- Andrea Camuzio, Schweizer Mediziner und Hochschullehrer (* um 1512)
- Hai Rui, chinesischer Beamter (* 1514)